# 副省級市

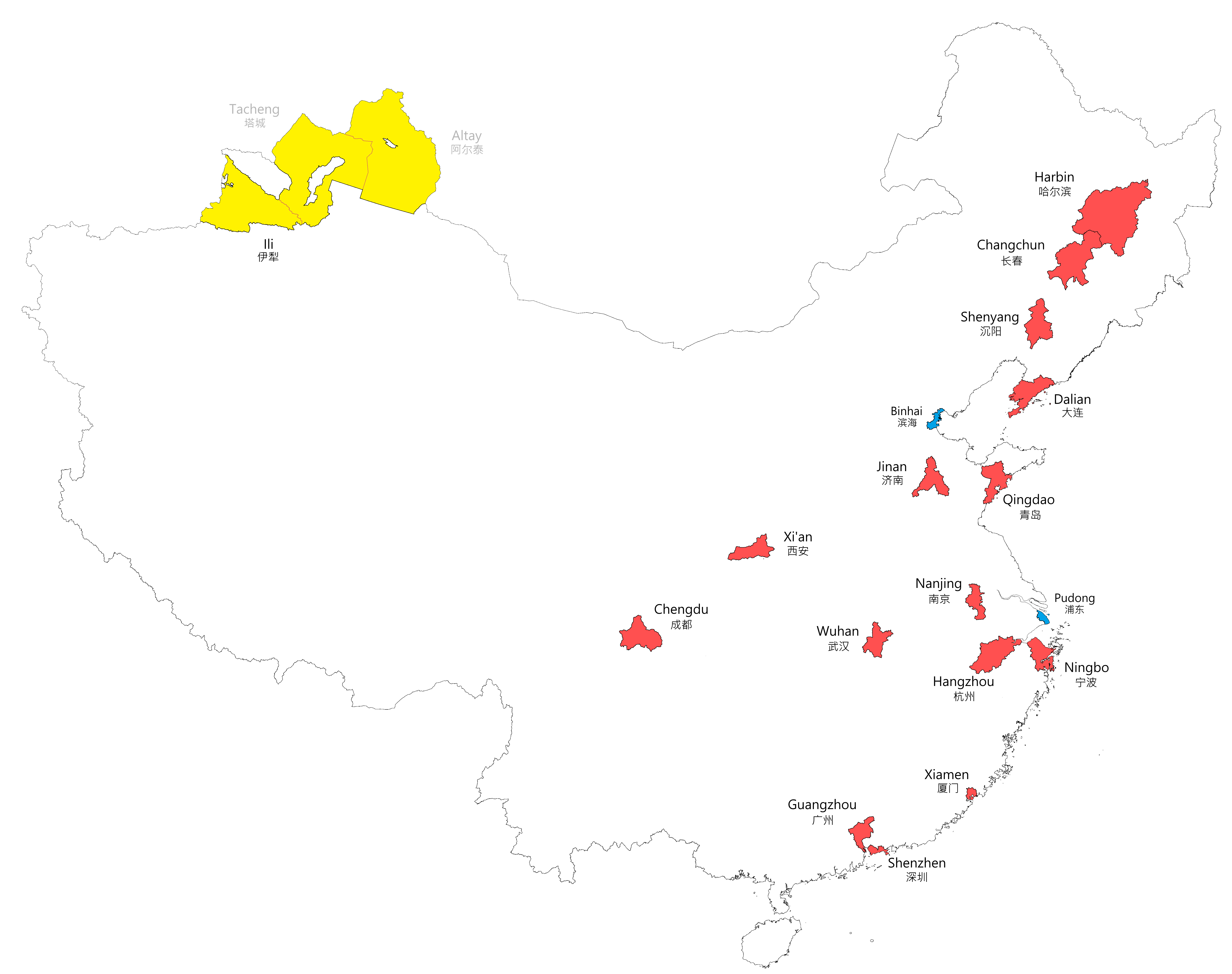
中華人民共和国の副省級市

副省級市（ふくしょうきゅうし）は、中華人民共和国の地方自治体の一種。
地級市として省の管轄下にあるが、経済・財政と法制の面で省と同程度の自主権が認められている。副省級市の共産党市委員会書記、市人民代表大会常務委員会主任、市人民政府市長、政治協商会議市委員会主席は副省長と同じ級別の副省部級である。
1994年2月24日、中央機構編成委員会で制度が新設された。

## 副省級市に指定された市
現在、以下の15地級市が副省級市に定められている。
- 省都
  - ハルビン市（黒竜江省）
  - 長春市（吉林省）
  - 瀋陽市（遼寧省）
  - 済南市（山東省）
  - 南京市（江蘇省）
  - 杭州市（浙江省）
  - 広州市（広東省）
  - 西安市（陝西省）
  - 武漢市（湖北省）
  - 成都市（四川省）

- 計画単列市
  - 廈門市（福建省）
  - 深圳市（広東省）
  - 大連市（遼寧省）
  - 青島市（山東省）
  - 寧波市（浙江省）

- その他
  - （新疆生産建設兵団）

かつて中華民国期には、哈爾浜、瀋陽、南京、広州、西安、武漢（漢口）、大連、青島が直轄市であった。　
なお、重慶市はかつては副省級市であったが、1997年に直轄市に移行した。